# جان بزمن
جان بزمن (انگلیسی: John Bozeman) مکتشف جغرافیایی، مسیرنما و بازرگان اهل ایالات متحده آمریکا بود.